# Cratichneumon coruscator
Cratichneumon coruscator là một loài tò vò trong họ Ichneumonidae.